# Białe Błota (powiat mogileński)
Białe Błota – wieś w Polsce, położona w województwie kujawsko-pomorskim, w powiecie mogileńskim, w gminie Dąbrowa.

## Podział administracyjny
W latach 1975–1998 miejscowość należała administracyjnie do województwa bydgoskiego.

## Demografia
Według Narodowego Spisu Powszechnego (III 2011 r.) liczyła 123 mieszkańców. Jest jedenastą co do wielkości miejscowością gminy Dąbrowa.